# Гойтхский тоннель
Гойтхский (перевальный) тоннель — однопутный железнодорожный тоннель Северо–Кавказской железной дороги на линии Армавир — Туапсе на участке Белореченская — Туапсе между станцией Гойтх и разъездом Индюк. Пролегает под Гойтхским перевалом. 
В Великую Отечественную войну в районе Гойтхского перевала шли ожесточённые бои. Гойтхский тоннель использовался для укрытия бронепоездов от налетов вражеской авиации и для размещения полевого госпиталя. Но из-за бомбардировок тоннель в итоге оказался завален в трёх местах, два из которых в ходе восстановления пришлось проходить открытым способом
.